# Zichy Manó
Gróf zicsi és vázsonykői Zichy Manó (Zichy-Ferraris Emánuel) (Bécs, 1808. december 26. – Budapest, 1877. április 5.) honvédtiszt, földbirtokos, országgyűlési képviselő.

## Élete
Német neveltetésben részesült. Édesapja katonai pályára küldte; előbb gárdista, majd huszár lett. 1825–1839 között az 1. huszárezredben szolgált. Az országgyűléseken kiállt a magyarságáért. Az 1848–49-es forradalom és szabadságharc kitörésekor az osztrák hadseregből őrnagyi ranggal a honvédségbe lépett át. A horvátok betörésekor Moson megyében nemzetőrcsapatokat gyűjtött, amely egységek, és ő is 1848. október 12-én a Sopron megyei Horpácsnál kitüntette magát a harcban. December 15-től a Radeczky huszárezred őrnagya volt. 1849. január 17-én lemondott, és elbocsátották a honvédség kötelékéből. Moson megyei birtokán élt belső emigrációban. 1861-ben felsőházi tag lett. Az 1860-as években, felesége halála után, Voyta Adolf tervei alapján az oroszvárihoz hasonló, de kisebb kastélyt építtetett Somlószőlősön, és odaköltözött. 1867-től a devecseri választókerület Deák-párti országgyűlési képviselője volt.

## Családja
Gróf Zichy-Ferraris Ferenc (1777–1839) fia, az oroszvári kastély, a magyar „Windsor” építtetője. Édesanyja, Ferraris Mária Vilma (1780–1866) volt. 1837. április 2-án házasságot kötött Strachan Charlotte-tal. Kilenc testvére volt: Henriette (1800–1852), József (1801–1825), Móric (1802), Melanie (1805–1854), Viktor (1806–1846), Félix (1810–1885), Alfréd (1812), Lajos (1814–1859) és Károly (1817–1832).